# Campodorus nikandrovskii
Campodorus nikandrovskii är en stekelart som beskrevs av Dmitriy R. Kasparyan 2006. Campodorus nikandrovskii ingår i släktet Campodorus och familjen brokparasitsteklar. Inga underarter finns listade.